# Jules Baïsolé
 (février 2024).
Jules Baïsolé est un acteur congolais de la bande dessinée, né en République démocratique du Congo à Kinshasa.